# Christiaan Karel van Lintelo

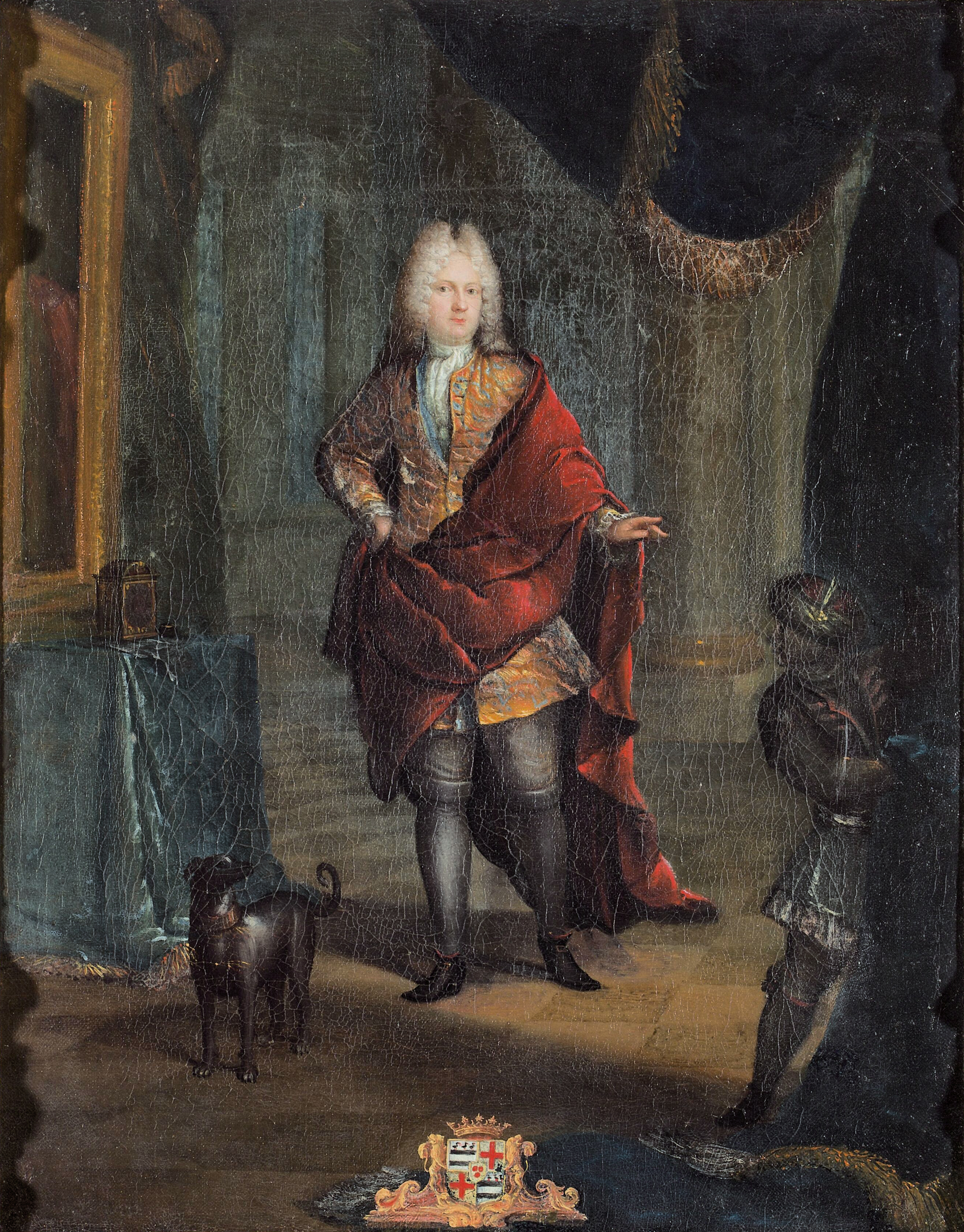
Christiaan Karel van Lintelo (1669-1736) (Georg Liszewski, 1712)

Wapen van het geslacht Van Lintelo, de vogels verwijzen mogelijk naar een verwantschap met het Graafschap Lohn

Christiaan Karel van Lintelo, (1669-1736) was heer van Ehze en Walfort en rechter en drost van Bredevoort en lid van de ridderschap van Zutphen.

## Levensloop
Christiaan Karel werd in 1669 geboren als zoon van Thiman Johan van Lintelo. Na het overlijden van zijn vader wordt hij op 28 februari 1685 in diens plaats benoemd tot drost van Bredevoort, nog geen 19 jaar oud. Deze functie zou hij ruim vijftig jaar beoefenen. Hij was daarmee de langst zittende drost van Bredevoort.
Christiaan Karel was heer van het Hof te Lintelo. Tevens was hij burgemeester van Groenlo en scholtus binnen en buiten Zutphen (1730). Hij was een gunsteling van koning Willem III, en was na de plooierijen in Zutphen (waar hij in conflict was geraakt met burgers met als inzet een brug waarvan Van Lintelo beweerde dat deze familiebezit was) als drost van Bredevoort benoemd door Willem III. Hij was van 1700-1713 buitengewoon gevolmachtigde van Willem III bij het Pruisische Hof, onderhandelaar in de geschillen betreffende de nalatenschap van de koning. Van Lintelo had zowel met zijn familie te maken, als de Nassause Domeinraad, de samenwerking verliep niet altijd soepel. Er waren vanwege een factiestrijd meningsverschillen over het benoemen van beambten, ontstaan in de jaren '20 van de 18e eeuw tussen de Van Lintelo's en de van Heeckerens, die pas in 1737 ten einde liep. Hij was in groot aanzien bij zijn tijdgenoten en vanwege zijn intelligentie en werklust, waarvan ook zijn nagelaten papieren en briefwisselingen met aanzienlijke personen getuigen. 
Huwelijk en kinderen
Christiaan Karel van Lintelo trouwde met Clara Elisabeth van Nagell, dochter van Johan Herman van Nagell en Anna Henrietta van Coeverden.
Uit hun huwelijk liet hij vier kinderen na, waaronder:
Frederik Willem van Lintelo, gedoopt op 13 maart 1713.
Sophia Dorothea van Lintelo (1714 - januari 1759), vrouwe van Walfort, gedoopt op 23 april 1714. Zij huwde op 17 november 1731 met Floris, rijksvrijheer van Pallandt. Door dit huwelijk verkreeg hij de heerlijkheden Walvoort en de Ehze. Floris werd later richter en burgemeester van Doesburg. Haar overlijdensplaats was Kasteel Keppel.
Anna Hendriette van Lintelo, geboren op 1 juli 1708.
Joanna Elisabeth Adriana van Lintelo, gedoopt op 29 november 1716.
Petronella Reiniera van Lintelo (1718–1774), vrouwe van Overlaer en De Heest. Zij trouwde in 1742 met Adolf Jacob Hendrik van Heeckeren (1715–1765), heer van Nettelhorst, Batinge, Overlaer en De Heest, raad ter Admiraliteit in Friesland (1748), in Westfriesland (1754), op de Maze (1764), en te Amsterdam (1765), en lid van de Raad van State (1757).